# Nyárfapohók
A nyárfapohók (Poecilocampa populi) a szövőlepkefélék családjába tartozó, Eurázsiában honos, lombos fákon, bokrokon élő lepkefaj.

## Megjelenése
A nyárfapohók szárnyfesztávolsága a hímek esetében 3-3,6 cm; a nőstényeknél 3,5-4,2 cm. Feje szürkésbarna, gallérja és vállai sárgásak, tora sötétbarna (gyakran szürkés), potroha sötétbarna. Szárnyai szürkék, sötétszürkék vagy barnásszürkék; vékony pikkelyfedésük miatt kissé áttetszőek. Az elülső szárnyon két sárgás harántcsík húzódik: a külső eléggé széles, gyakran szaggatott és többszörösen megtört; a belső halvány, alig látszik. A hátulsó szárny alapszíne világosabb, töve kissé sárgás, a harántsáv széles, egyenes. A szárnyak fonákja egyenletesen lilásszürke, a harántsávok jól látszanak. A szárnyak rojtja sötétbarna-sárgán csíkozott. A nőstények alapszíne világosabb, szárnyaik kissé nyújtottabbak. 
Változékonysága nem számottevő.
Petéi tojásdadok, halványszürkék, sötéten márványozottak.  
Hernyója különböző árnyalatú szürke, két vékony narancssárga csíkkal. A kifejlett hernyó hátán sötét, szögletes foltsor látható, oldalain és hasoldalán is szabálytalanul foltos. Szőrei világosak. Bábja zömök, feketésbarna. 

### Hasonló fajok
A tavaszi gyapjasszövő hasonlít hozzá. 

## Elterjedése
Eurázsiában honos Észak-Spanyolországtól egészen Japánig. Európában gyakori, Skandináviában és a Brit-szigeteken is megtalálható. Magyarországon a Dunántúlon és az Északi-középhegységben elterjedt, az Alföld nagy részéről hiányzik. 

## Életmódja
Erdőkben, ártéri erdőkben, ligetekben, bozótosokban, gyümölcsösökben él.    
Évente egy nemzedéke nő fel, imágóit igen későn, október-novemberben lehet látni. A nőstény vékony faágakra, gallyakra csoportosan helyezi el petéit, amelyek áttelelnek. Tavasszal kikelő hernyója különféle lombos fák: nyár, fűz, rózsafélékhez tartozó fák és cserjék (kökény, galagonya, málna, szeder, vadkörte, különféle gyümölcsfák), tölgy, nyír stb. leveleivel táplálkozik. Nyár elején talajrészecskékkel erősített, sűrű szövésű gubójában bebábozódik. 

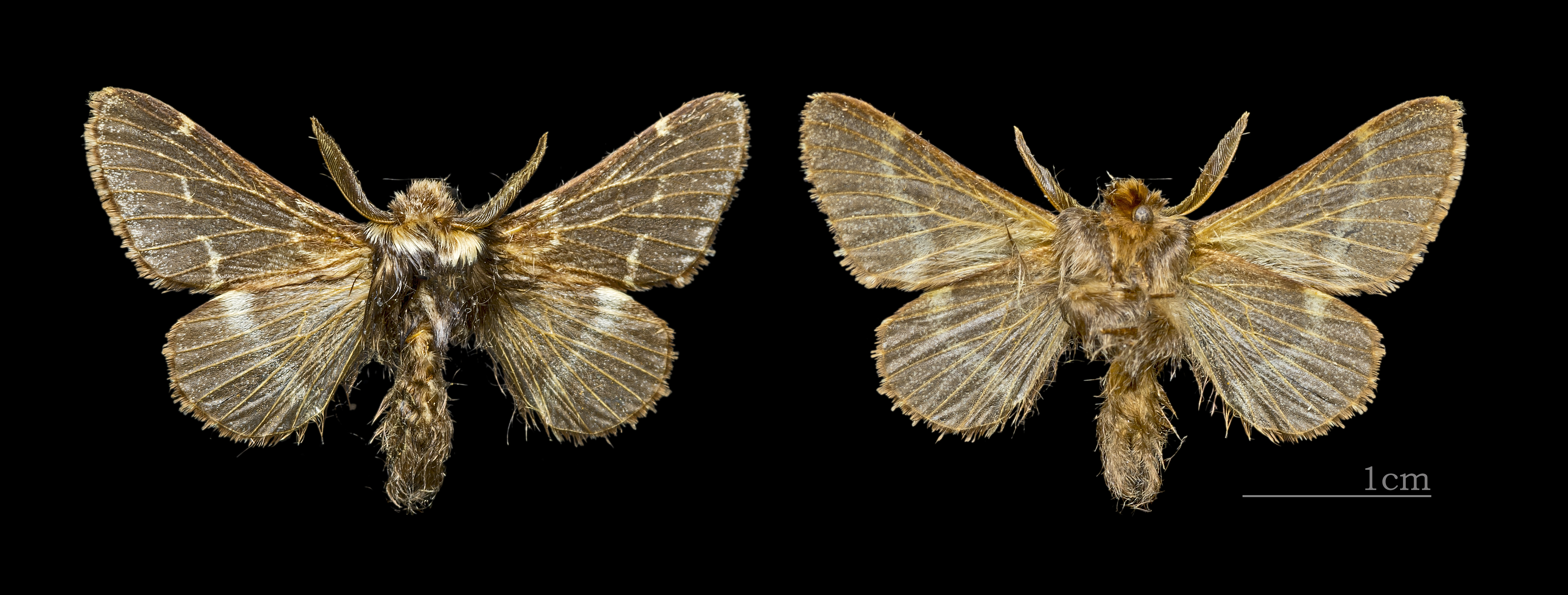
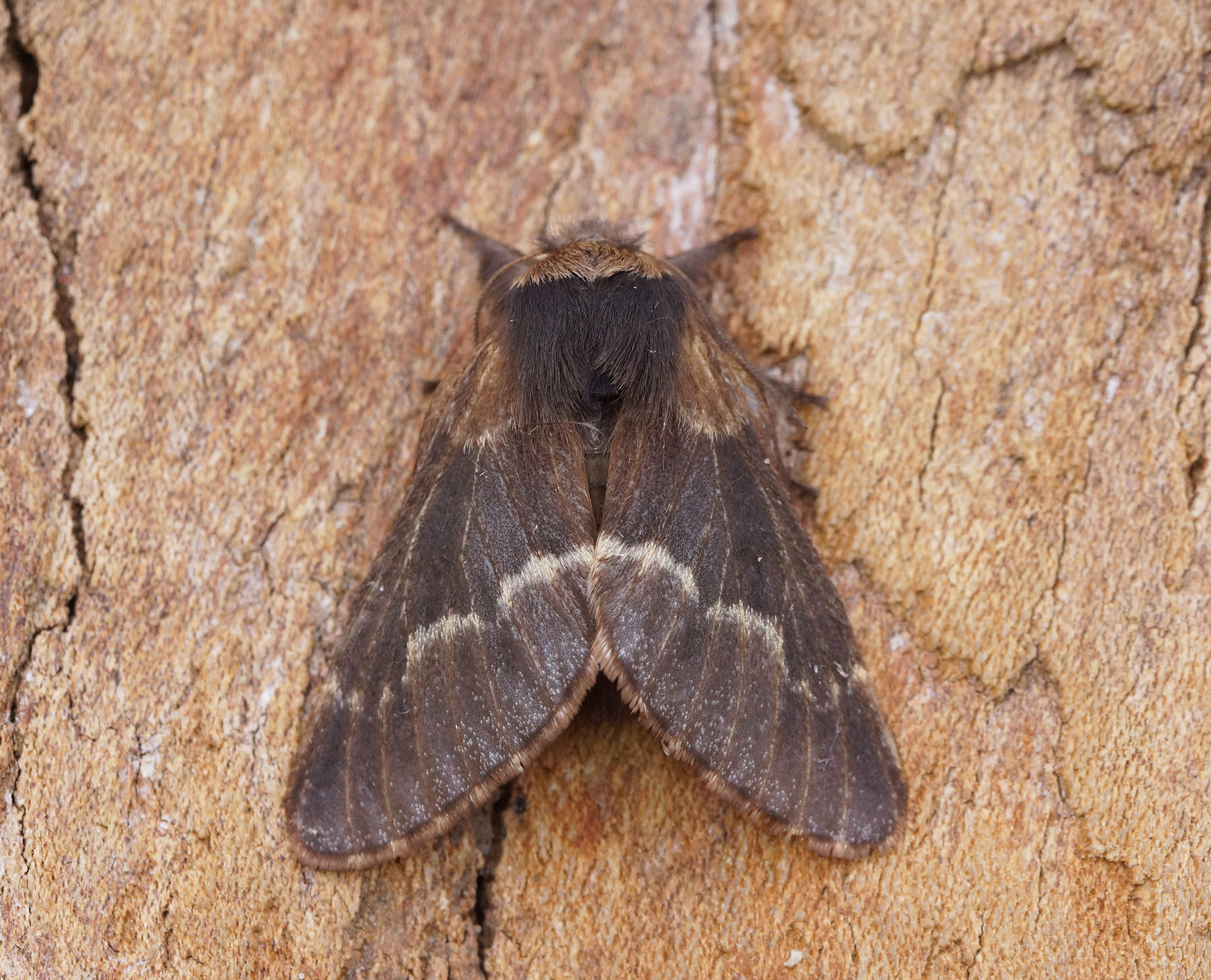
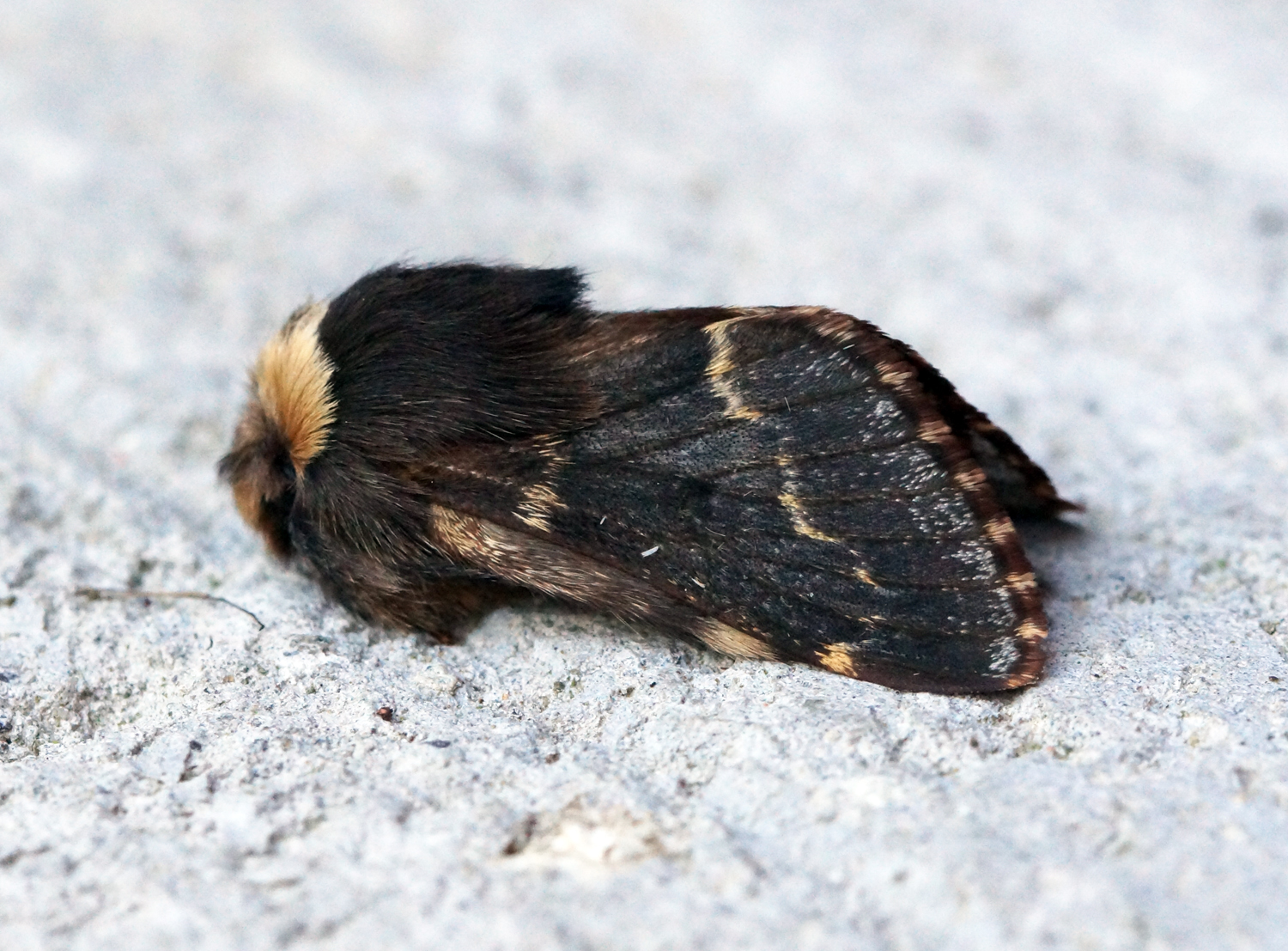
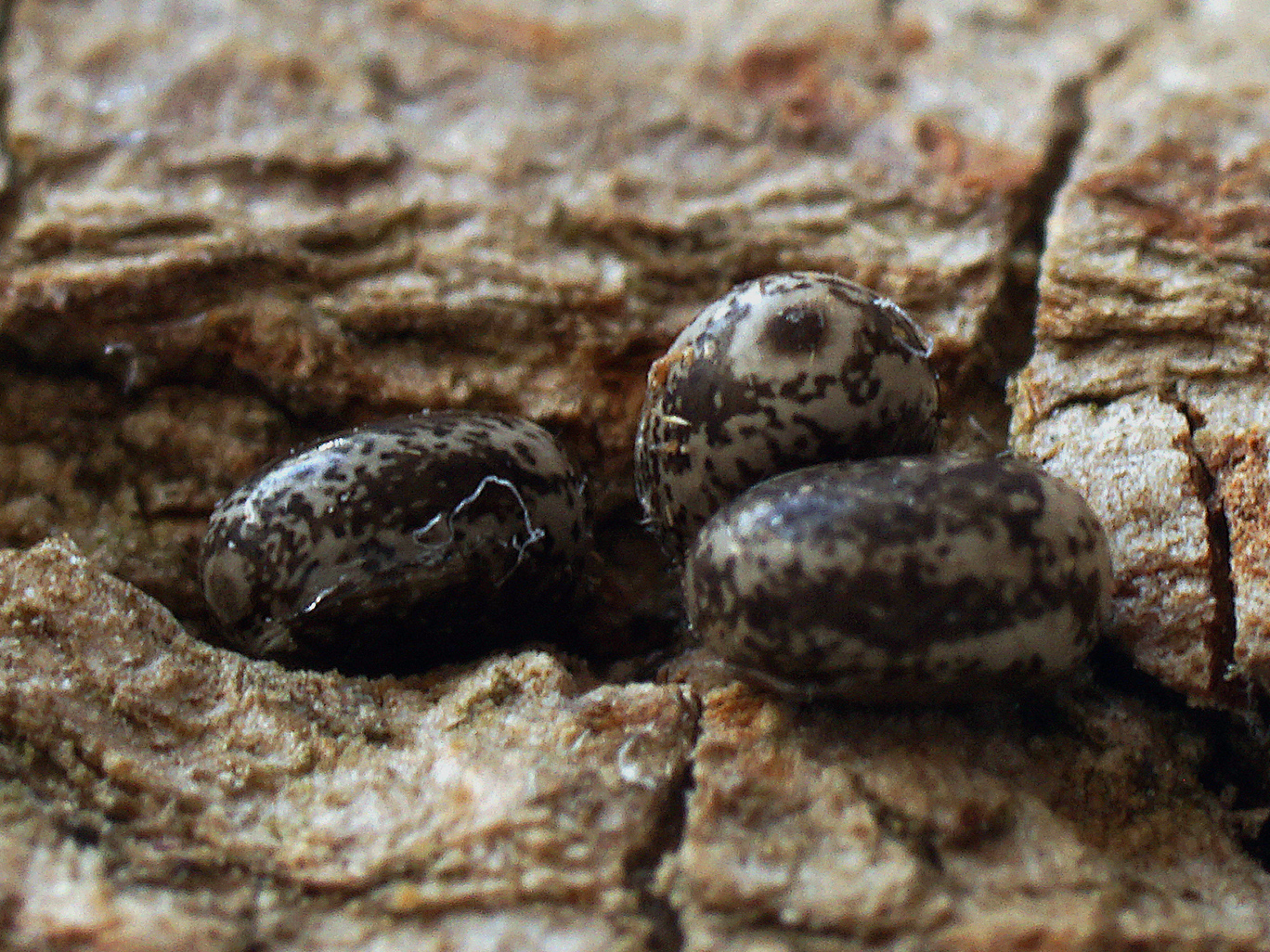
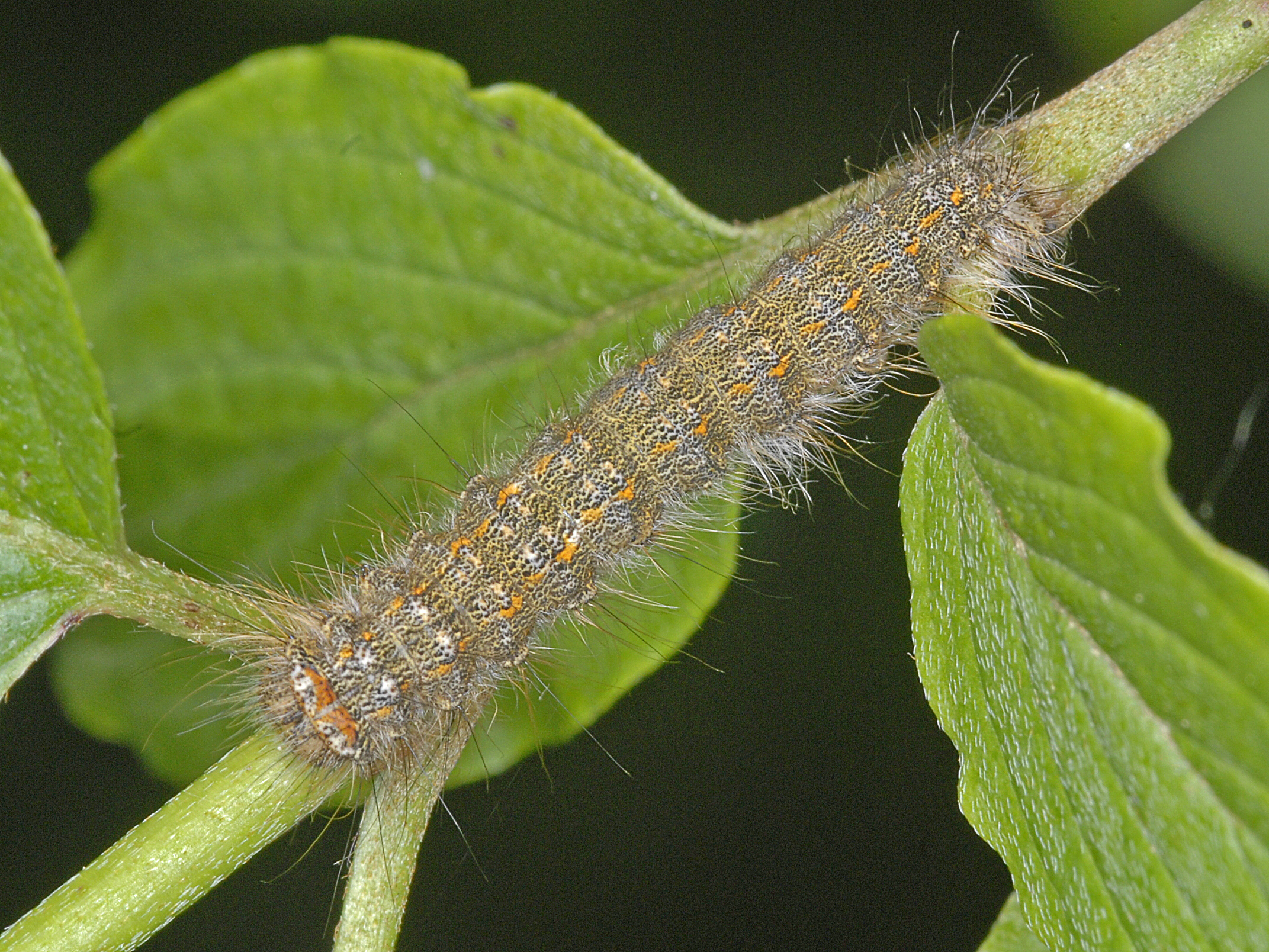

Magyarországon nem védett. 